# Leptoclinides maculatus
Leptoclinides maculatus är en sjöpungsart som beskrevs av Kott 200. Leptoclinides maculatus ingår i släktet Leptoclinides och familjen Didemnidae. Inga underarter finns listade i Catalogue of Life.